# Chentayt
Ne doit pas être confondu avec Chentyt.
Chentayt (« la veuve ») est une divinité égyptienne, représentée sous la forme d'une vache couchée, momifiée, qui tient entre ses cornes le disque solaire ou sous la forme d'une femme avec une tête de vache. De son cou pend un collier avec la déesse Bat.
Elle fut d'abord une vache céleste qui apparaît dans les textes des pyramides et qui est appelée Hem-Shen. Son nom de Chentayt date de la XIXe dynastie.
Elle provoquait la germination et elle incarnait l'enveloppe protectrice dans laquelle Osiris se régénérait.
À Bousiris, la déesse contribuait aussi à la régénération de Sokar-Osiris au moyen d'une statuette faite de minéraux.
C'était une manifestation d'Isis comme veuve. Elle est aussi une manifestation d'Hathor, et, comme telle, elle peut être l'une des sept Hathors, citées dans le livre des morts sous forme de vaches.
Elle a été adorée à Abydos et à Bousiris.
Elle permettait également la renaissance du roi dans l'au-delà et, par extension, fut aussi une déesse régénératrice dans le monde des vivants.
Dans la mythologie égyptienne, il existe une entité divine du nom de Chentayt « la Veuve », dont le nom dérive du mot « souffrir » en égyptien. Elle apparaît au Nouvel Empire. Elle est la sœur d’Isis, ou l’une de ses formes, et un des aspects d'Asèt, c’est pour cela qu’elle incarne l'épouse en deuil qui pleure sur le corps de son frère-époux Osiris qu’elle reconstitue avec l’aide de Nephtys, Thot et Anubis. 
Elle préside aux fêtes de Khoïak, qui se déroule durant le dernier mois de la saison de l’inondation, fin octobre début novembre de notre calendrier grégorien. Ces rites avaient pour but de recomposer le corps d’Osiris. C’est dans cette période que le Nil décroit et que l’Égypte reverdit. C’est dans ce sens que l’on dit que Isis-Chentayt redonne vie à Osiris et donc également à l’Égypte,,,.